# Moerarchis inconcisella
Moerarchis inconcisella är en fjärilsart som beskrevs av Walker 1863. Moerarchis inconcisella ingår i släktet Moerarchis och familjen äkta malar. Inga underarter finns listade i Catalogue of Life.

## Bildgalleri

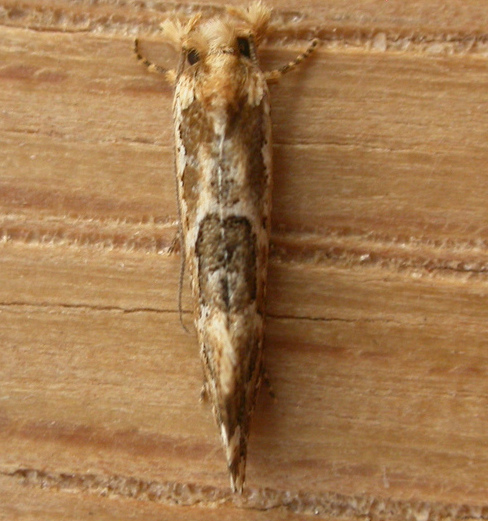
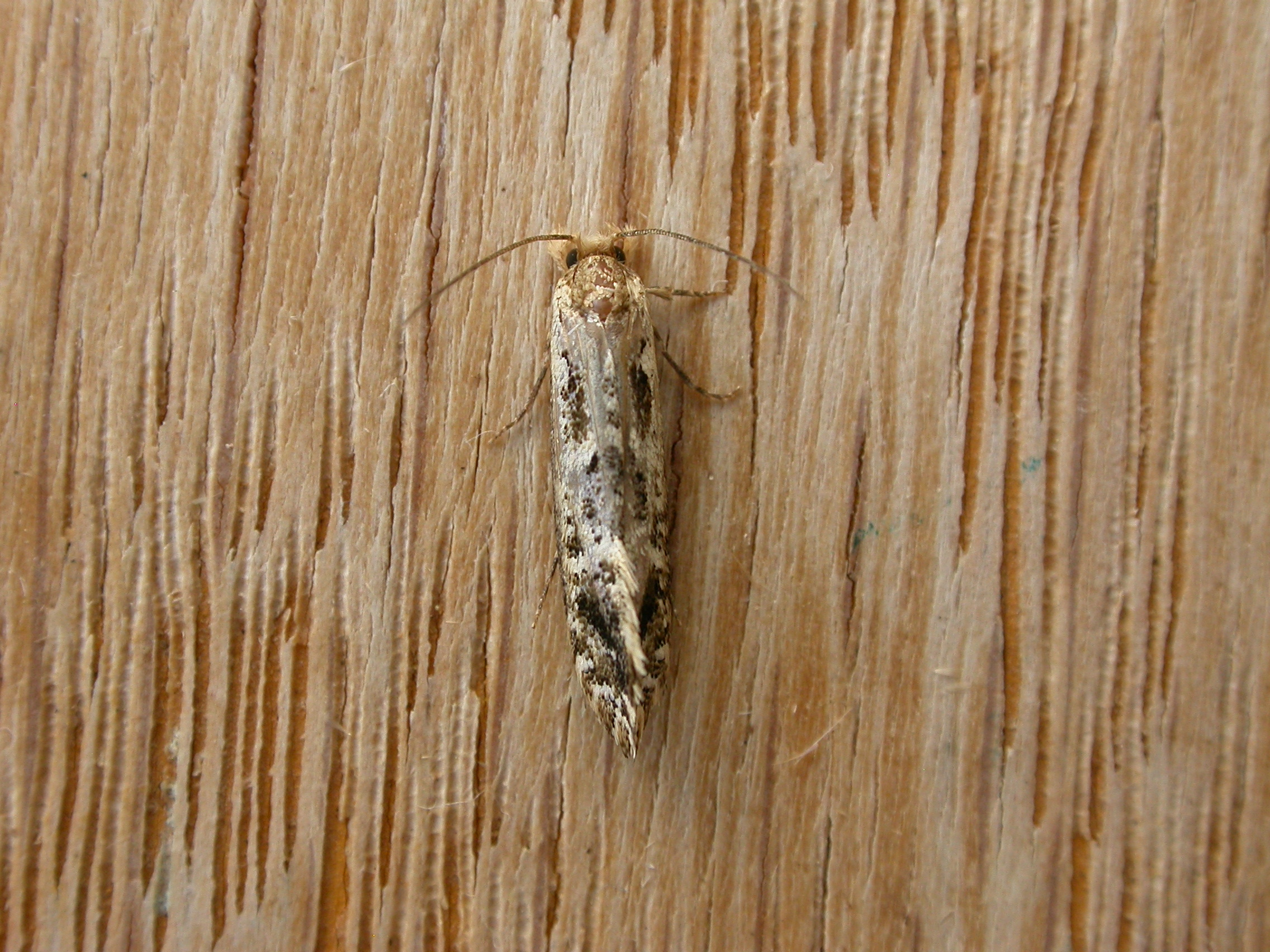
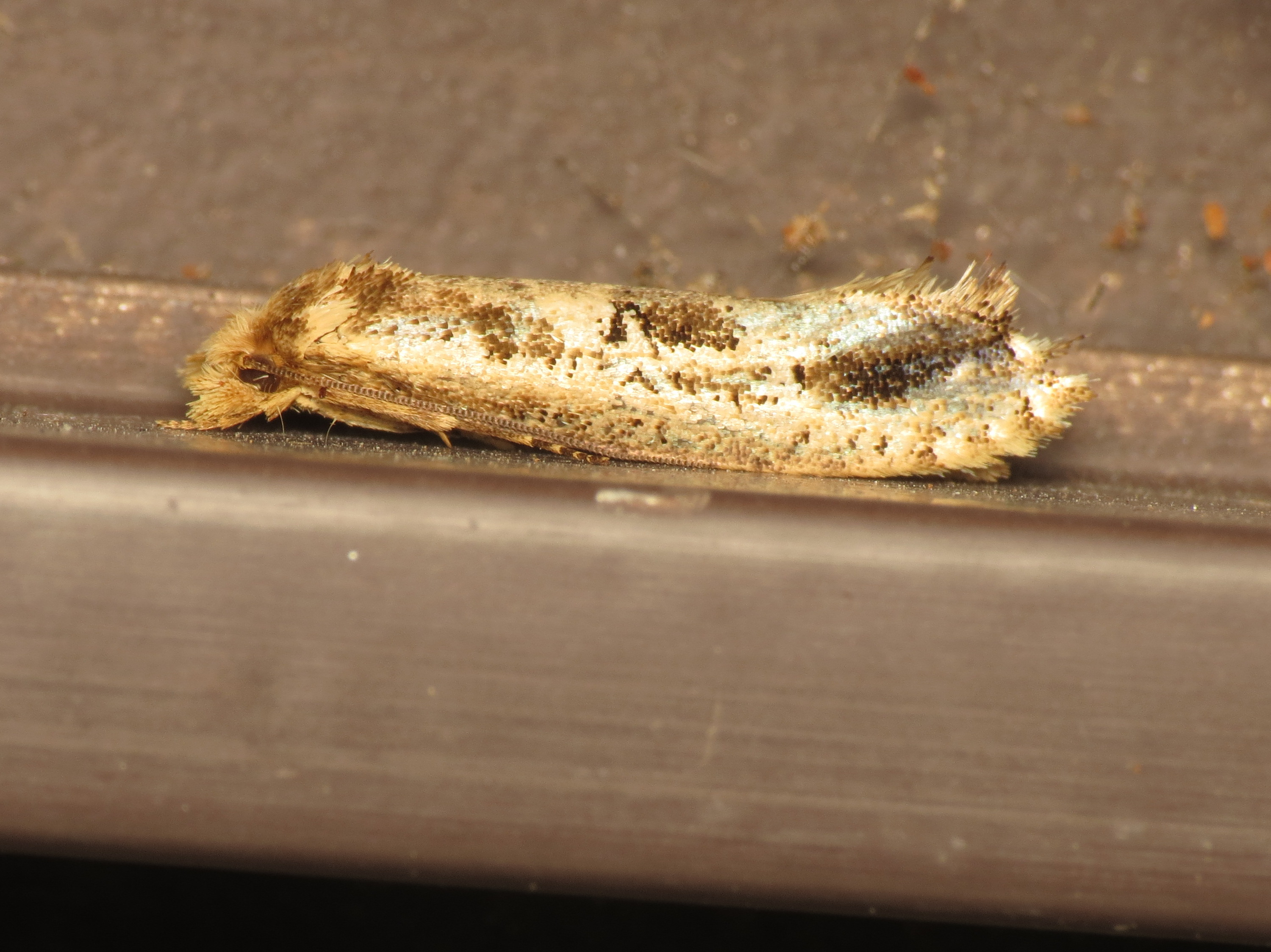
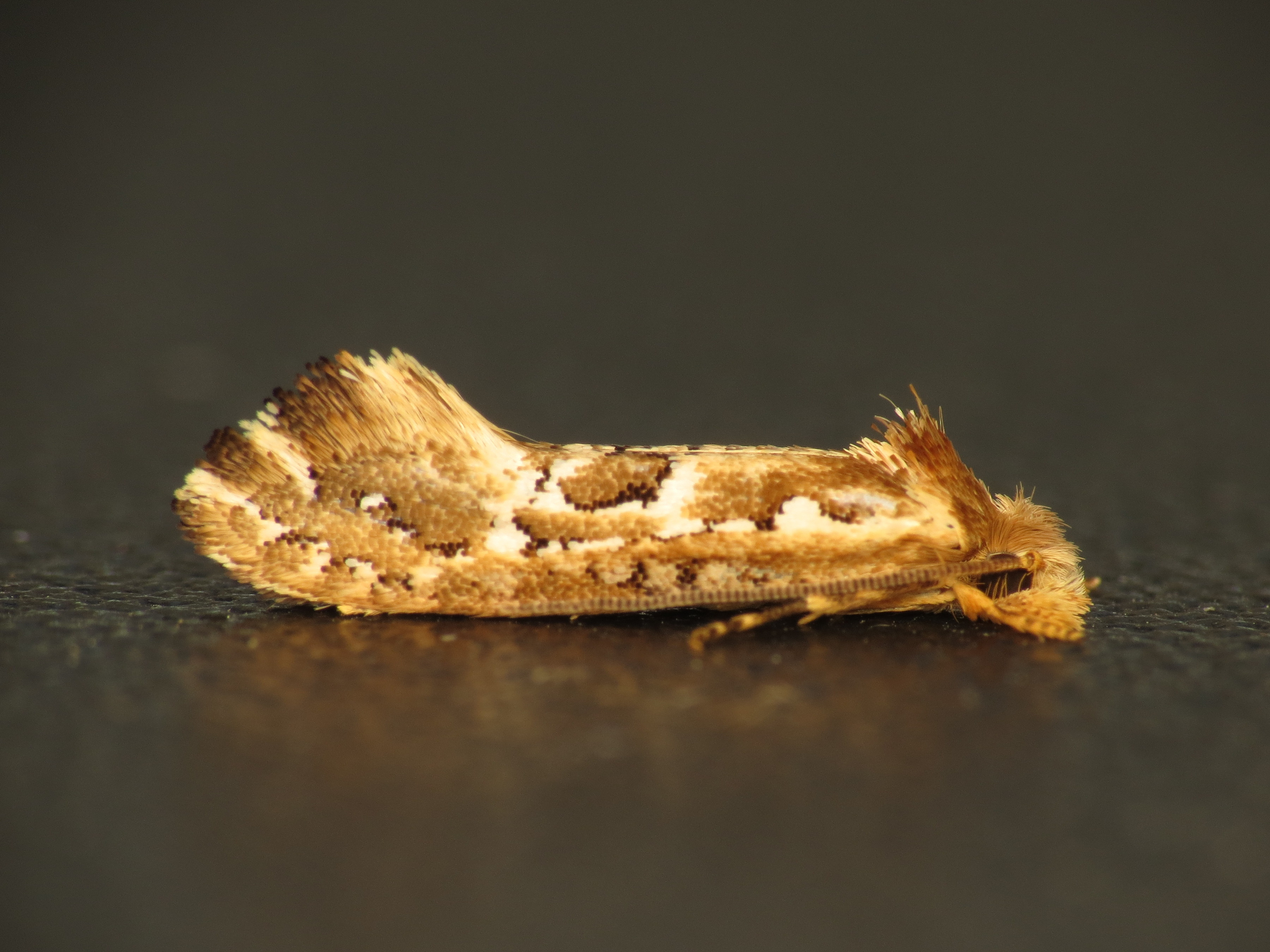
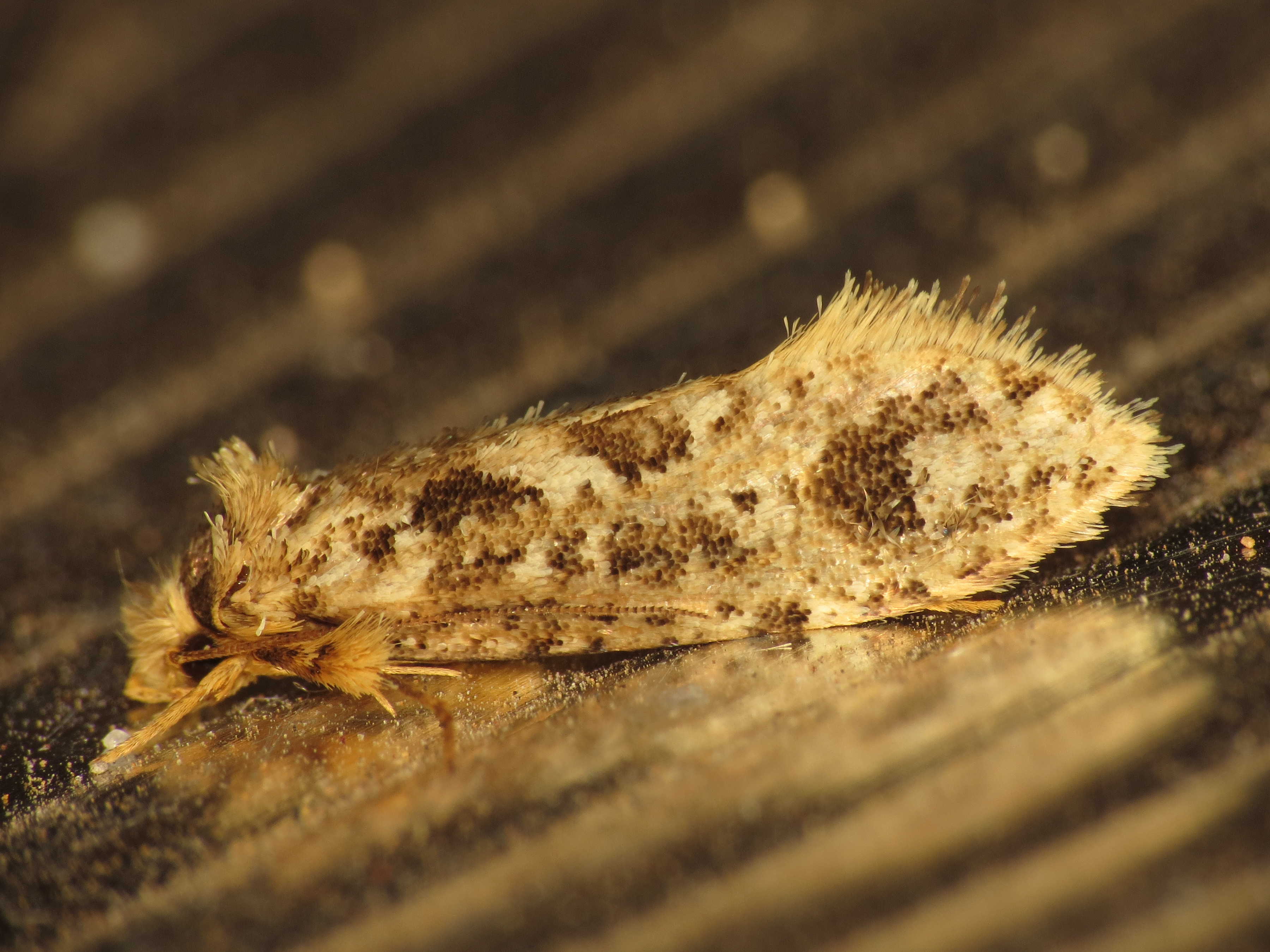
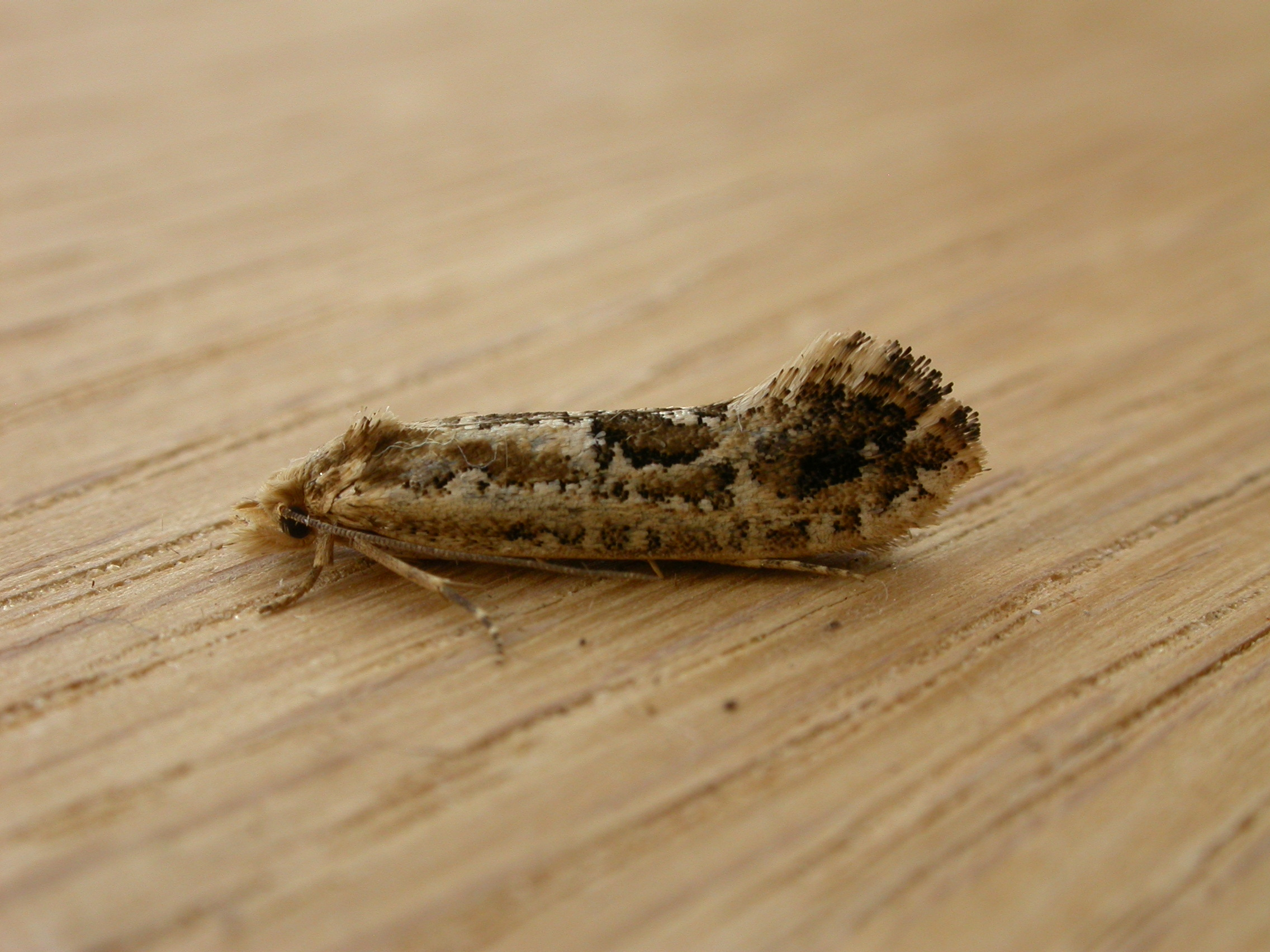